# Szyk torowy

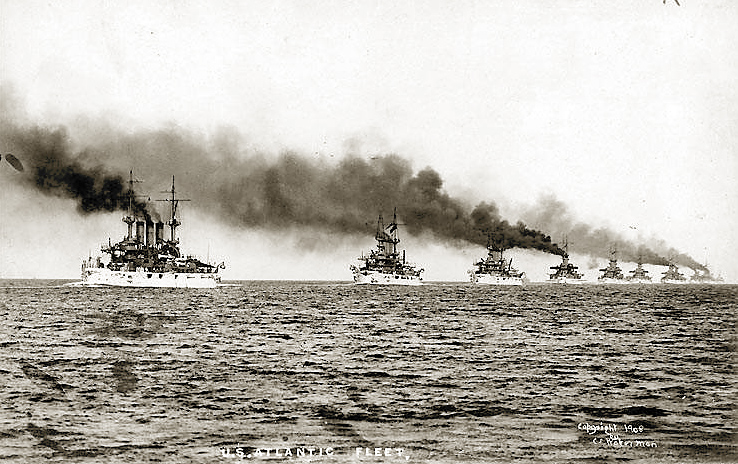
Amerykańskie pancerniki z początku XX wieku płynące szykiem torowym

Szyk torowy – szyk okrętów stosowany od czasów starożytnych do dzisiaj, rodzaj szyku prostego. W szyku torowym ugrupowanie okrętów, lub innych jednostek pływających, porusza się w kolumnie marszowej jeden za drugim (gęsiego).
Okręty płyną śladem torowym prowadzącego powtarzając jego manewry. Manewry w tym szyku (zwroty) wykonać można albo nawrotem całej linii (okręty zawracają płynąc kolejno za sobą), albo jednoczesnym zwrotem całej linii okrętów o 180 stopni. Przy zwrocie o 90 stopni szyk torowy zmienia się w szyk czołowy.

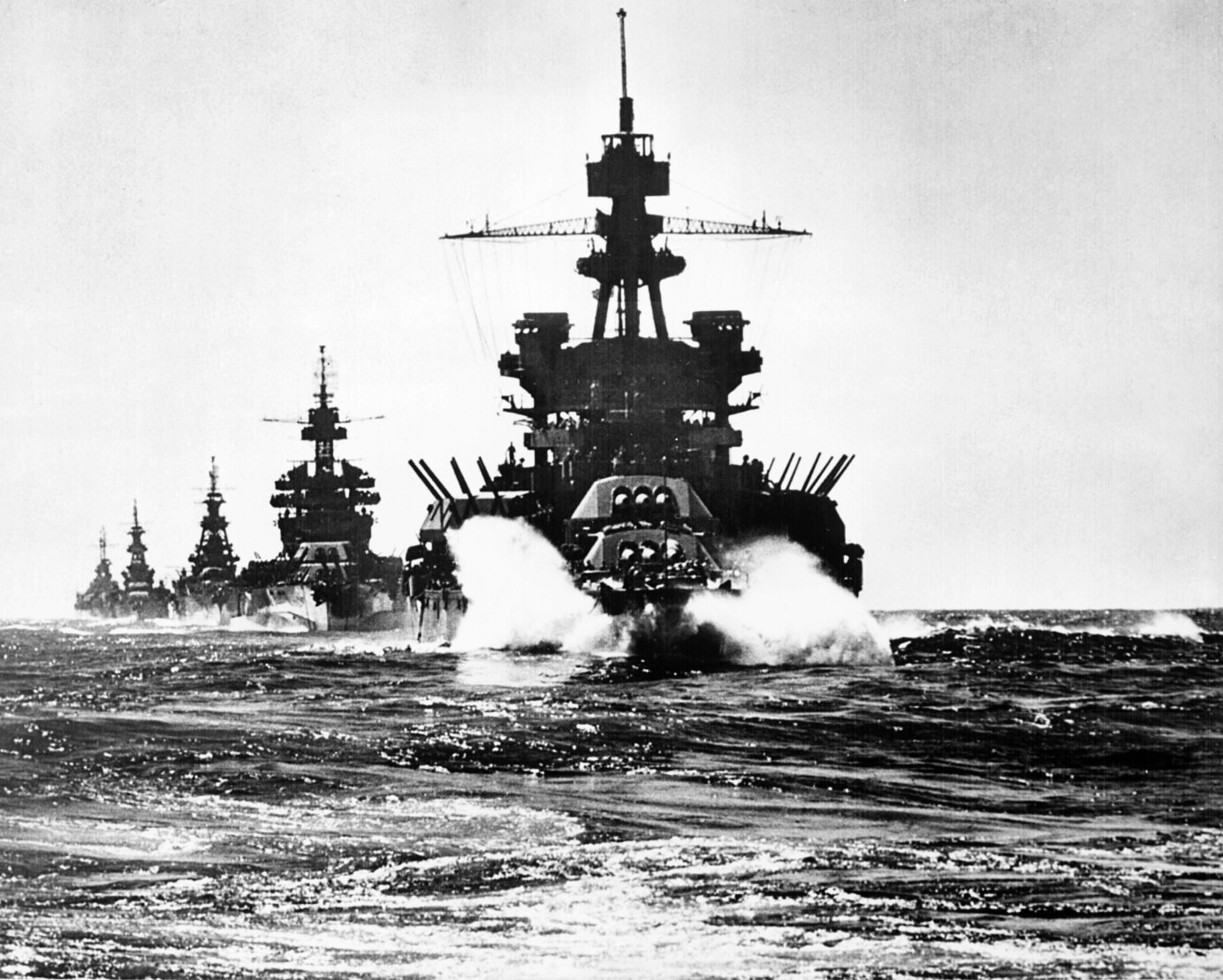
Amerykańskie pancerniki z II wojny światowej płynące szykiem torowym